# 트빌리시 지하철

국립대학교역의 열차

트빌리시 지하철(조지아어: თბილისის მეტროპოლიტენი)은 조지아 트빌리시의 도시철도 시스템이다. 1966년 1월 11일에 개통한 이 철도는 구소련의 네 번째 지하철 시스템이었다. 다른 구소련 지하철과 마찬가지로 대부분의 역은 매우 깊고 생생하게 장식되어 있다.
현재 이 시스템은 총 길이가 27.3km(17.0마일)인 2개 노선으로 구성되어 있으며 23개 역이 있다.